# Diosma
- Commons
- Wikispecies

Diosma L. é um género botânico pertencente à família Rutaceae.

## Espécies
- Diosma abietina
- Diosma acicularis
- Diosma acmaephylla
- Diosma acuminata
- Diosma acuta
- Diosma alba
- Diosma ericoides
- Lista completa

## Classificação do gênero
| Sistema | Classificação                      | Referência               |
| ------- | ---------------------------------- | ------------------------ |
| Linné   | Classe Pentandria, ordem Monogynia | Species plantarum (1753) |